# NK Sikirevci
NK Sikirevci su hrvatski nogometni klub iz Sikirevaca. U sezoni 2021./22. se natječe u MŽNL Slavonski Brod – Požega.

## Povijest
Nogomet se počeo igrati 1923. godine kada u Sikirevce dolazi prva, prava kožna nogometna lopta na „šnjiranje“. Nogomet se neorganizirano igra sve do dolaska „Pete sekcije Autoputa bratstva i jedinstva“ kada počinje sustavno realiziranje športskih i kulturnih aktivnosti. Iz tog ozračja iznjedrila se i ideja o osnutku sikirevačkog Nogometnog kluba. Sikirevački nogometni klub osnovan je 1948. godine pod nazivom „Omladinac“. Zamisao o osnutku nogometnog kluba je prvi javno priopćio Đuro Dumešić, a suutemeljitelji su: Stjepan Bešenić, Pero Božanović i Ivan Dimšić–Brico. Sikirevački nogometni klub nakon prvog imena „Omladinac“ nastupa i pod imenom „Borac“ i to sve do Domovinskog rata kada mijenja ime u „Sikirevci“ koje nosi i danas.
Prvi juniorski sastav potječe iz 1978. godine, a pionirski iz 1980. godine, dok se sastavi mlađih pionira i limača prvi puta okupljaju 2005. godine.
Prvi značajniji rezultat klub ostvaruje u sezoni 1982./83. kada je izboreno 1. mjesto u Prvoj općinskoj nogometnoj ligi Slavonski Brod te nakon kvalifikacijskih utakmica s NK “Ukrina“ (BiH) ulazi u Međuopćinsku nogometnu ligu – Jug (zonu).
Nakon Domovinskog rata te kratkog prekida u radu NK “Sikirevci“ se u natjecanje uključuje 1993. godine. Idućih se godina klub natječe u 5. HNL – Jug, 4. HNL – Jug te 1. ŽNL iz koje zbog reorganizacije (7 od 16 ekipa) ispadaju. NK „Sikirevci“ su sve do 2006. godine u 2. ŽNL BPŽ kada se vraćaju u 1. ŽNL gdje se natječu i danas.
Davna ideja o izgradnji tribina za gledatelje realizirana je 2006. godine kada su izgrađene natkrivene tribine sa 210 sjedećih mjesta.
U svojoj povijesti Sikirevački je nogometni klub ugostio mnoge prvoligaše (NK „Osijek“, NK „Cibalia, veterani NK“Dinamo“….), a 2005. godine mu je ukazana posebna čast kada je pred 1500 gledatelja ugostio ekipu HNK „Hajduka“ iz Splita predvođenu bivšim izbornikom Hrvatske nogometne reprezentacije Miroslavom Blaževićem te sadašnjim reprezentativcem Nikom Kranjčarom.

## Vanjske poveznice
- NK Sikirevci[neaktivna poveznica]